# 第九代額爾金伯爵維克多·布魯斯
维克多·布鲁斯，第九代额尔金伯爵（Victor Alexander Bruce, 9th Earl of Elgin, 13th Earl of Kincardine, KG, GCSI, GCIE, PC，1849年5月16日—1917年1月18日），1863年前称为布鲁斯勋爵（Lord Bruce），英国政治家，驻印度总督（1894-1899）。
他是第八代额尔金伯爵之子，於父親擔任加拿大總督時出生在加拿大蒙特利尔。1863年14歲時继承父亲的伯爵爵位。曾在伊顿公学和牛津大学巴利奥尔学院受教育。在政治上属英国自由党。在威廉·格莱斯顿政府中，1886年为首席劳资联合专员。
1894年成为印度总督。他当总督期间，经济十分紧张，也发生了边界战争。1899年弃职回国，获得嘉德骑士勋位。1902-1903年任皇家南非战争调查委员会主席。1905年起在亨利·坎贝尔-班纳曼政府中任殖民地国务大臣，直至1908年退休。
维克多·布鲁斯的元配是绍斯菲尔德伯爵之女康斯坦斯·玛丽夫人（Lady Constance Mary），1876年结婚，他们有六个儿子和五个女儿:
- 伊丽莎白·玛丽·布鲁斯夫人 (1877年9月11日- 1944年5月13日)
- 克里斯蒂娜·奥古斯塔·布鲁斯夫人 (1879年1月25日- 1940年9月12日)
- 康斯坦斯·维罗尼卡·布鲁斯夫人 (1880年2月24日- 1969年7月7日)
- 爱德华·詹姆斯·布鲁斯，第十代埃尔金伯爵，第十四代金卡丁伯爵 (1881年6月9日- 1968年11月27日)
- Hon. 罗伯特·布鲁斯 (1882年11月18日- 1959年10月31日)
- Hon. 亚历山大·布鲁斯 (1884年7月- 1917年10月29日)
- 马约莉·布鲁斯夫人 (1885年12月12日- 1901年5月23日)
- 大卫·布鲁斯上校 (1888年6月11日- 1964年8月26日)
- 瑞秋·凯瑟琳·布鲁斯夫人 (1890年2月23日- 1964年12月17日)
- Captain Hon. 约翰·伯纳德·布鲁斯 (1892年4月9日- 1971年8月3日)
- Hon. 维克多·亚历山大·布鲁斯 (1897年2月13日- 1930年12月19日)

埃尔金夫人1909年死后，他在1913年与弗雷德里克·查尔斯·阿什利·奥格尔维的遗孀格特鲁德·莉莲（Gertrud Lilian）再婚。他们有一个儿子:
- Hon. 伯纳德·布鲁斯 (1917年6月12日-1983)

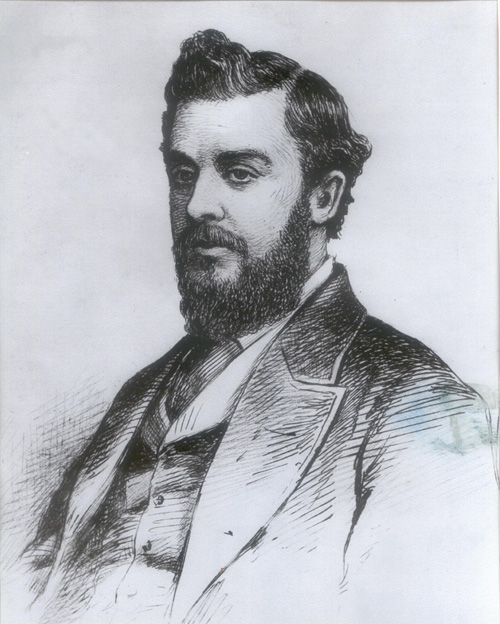
额尔金伯爵.

## 参见

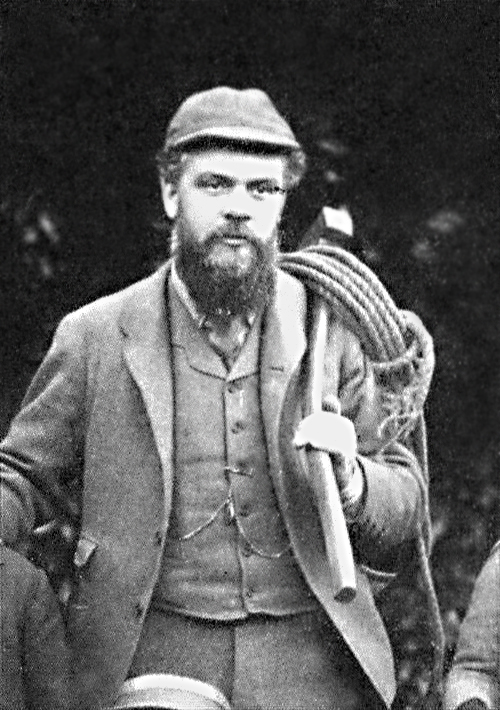
埃尔金伯爵在他苏格兰的私人庄园里，1889年.